# Gare de Ouled Dhia
La gare de Ouled Dhia est une gare ferroviaire algérienne située sur le territoire de la commune d'Aïn Zana, dans la wilaya de Souk Ahras.

## Situation ferroviaire
La gare est située dans le sud-est de la commune de Aïn Zana, sur la ligne de Souk Ahras à la frontière tunisienne. Elle est précédée de la gare de Oued Mougras et suivie de celle de Sidi El Hemissi.

## Service des voyageurs

### Desserte
La gare d'Ouled Dhia est desservie par les trains régionaux de la liaison Souk Ahras - Sidi El Hemissi.